# فاطمية (صحرا بردسكن)
فاطمیة (صحرا بردسكن) (بالفارسية: فاطمیه) هي قرية تقع في إيران في قسم صحرا الريفي (مقاطعة بردسكن). يقدر عدد سكانها بـ 43 نسمة .